# Rhoicinus gaujoni
Espèce
Rhoicinus gaujoni est une espèce d'araignées aranéomorphes de la famille des Trechaleidae.

## Distribution
Cette espèce se rencontre en Équateur et au Brésil en Amazonas,.

## Description
La femelle holotype mesure 9 mm.
Le mâle décrit par Höfer et Brescovit en 1994 mesure 12,00 mm, sa carapace mesure 5,80 mm de long sur 2,10 mm de large et l'abdomen 6,20 mm de long.

## Étymologie
Cette espèce est nommée en l'honneur de l'abbé Théophile Gaujon.

## Publication originale
- Simon, 1898 : Description d'un nouveau genre d'arachnides de la famille des Lycosides. Bulletin de la Société entomologique de France, vol. 1898, p. 129-130 (texte intégral).